# Tino Rossi
Tino Rossi (Ajaccio, 1907. április 29. – Neuilly-sur-Seine, 1983. szeptember 27.) francia énekes, filmszínész.

## Pályafutása
Tino Rossi 1907-ben született Korzikán, egy szabó fiaként. Szüleitől kapott egy gitárt, és hamarosan dalokat komponált. Azokat Ajaccio bárjaiban elő is adta.
Később Marseille-be költözött. Éttermekben lépett fel már szélesebb közönség előtt. Az 1930-as években Párizsba ment, és olyan híres művészekkel dolgozott együtt, mint Lucienne Boyer, Damia, Pills et Tabet, Mireille, Jean Sablon és La Môme Moineau.
Romantikus balladái a női közönség körében különösen népszerűek voltak. Jules Massenet és Reynaldo Hahn szövegeit énekelte, de mindenekelőtt Vincent Scotto slágerszövegeivel aratott sikert. Rossi és Scotto évekig együtt dolgozott. Rossinak öt frankot kellett kérnie az édesanyjától a fellépések támogatására. Az első fix honoráriumuk heti 500 frank volt a marseille-i Alcazarban, 1933-ban.
1944-ben Rossi néhány napot Fresnes börtönében töltött − ahol raboknak énekelt − de a kormány kezdeményezésére szabadon engedték.
Az 1930-as években kötött első házasságát követően, amelybből lánya, Pierrette született, és szerelmi kapcsolata Mireille Balin színésznővel. 1947-ben feleségül vette Lilia Vettit, a fiatal táncosnőt, akivel egy filmforgatás során ismerkedett meg.
Tino Rossi kora ifjúságának bálványa lett. Öt évtized alatt összesen több mint 100 lemezt rögzített. Rossinak 25 filmje is volt, melyek közül a legfigyelemreméltóbb az 1953-as A Versailles-i kastély (rendező: Sacha Guitry).
1978-ban fiával, Laurent-tel a korzikai SC Bastia labdarúgóklub számára indulót írt (Forza Bastia, forza Corsica) korzikai és francia nyelven. 1982-ben François Mitterrand francia elnöktől Becsületrendet kapott a francia kultúra terjesztéséhez való hozzájárulásáért.
1982-ben, a Casino de Paris-ban lépett fel utoljára. Ajaccio temetőjében, saját sírkápolnájában van eltemetve.

## Lemezválogatás
- 1933: Tango de Marilou
- 1934: O Corse île d’amour
- 1934: Vieni vieni
- 1935: Il pleut sur la route
- 1935: Chanson pour Nina
- 1936: Tchi-tchi
- 1936: Marinella
- 1936: Tant qu’il y aura des étoiles
- 1936: Bohémienne aux grands yeux noirs
- 1937: Catari catari
- 1938: Ave Maria, von Charles Gounod
- 1941: Ma ritournelle
- 1941: Le chant du gardian
- 1941: Maria
- 1945: Besame mucho
- 1946: Petit Papa Noël
- 1946: Destin
- 1950: Envoi de fleurs
- 1955: Méditerranée
- 1956: Mon Printemps, von Raymond Asso
- 1957: Naples au baiser de feu
- 1967: Le plus beau tango du monde
- 1969: Le marchand de soleil
- 1974: J’avais 20 ans
- 1977: Ma dernière chanson sera comme la première
- 1978: La vie commence à 60 ans
- 1982: 50 ans d’amour

## Filmek
- 1934: La Cinquième empreinte
- 1934: L’Affaire Coquelet
- 1934: Adémaï au Moyen-Âge
- 1934: Les nuits moscovites
- 1935: Vogue, mon cœur
- 1935: Marseille
- 1935: Justin de Marseille
- 1936: Marinella
- 1936: Au son des guitares
- 1937: Lumières de Paris
- 1938: Naples au baiser de feu
- 1942: Fièvres
- 1943: Le soleil a toujours raison
- 1943: Le chant de l’exilé
- 1943: Mon amour est près de toi
- 1944: L’île d’amour
- 1946: Sérénade aux nuages
- 1946: Le Gardian
- 1946: Destins
- 1947: Le chanteur inconnu
- 1948: La belle meunière
- 1949: Deux amours
- 1949: Marlène
- 1950: Envoi de fleurs
- 1952: Au pays du soleil
- 1952: Son dernier Noël
- 1954: A Versailles-i kastély (Si Versailles m’était conté…)
- 1954: Tourments
- 1970: Une drôle de bourrique

## Operett, musical
- 1934: Parade de France
- 1936: Tout Paris chante
- 1955: Méditerranée
- 1957: Naples au baiser de feu
- 1963: Le temps des guitares
- 1969: le marchand de soleil
- 1981-1982: Cinquante ans d’amour